# Wereldkampioenschappen schermen 1991
De 40ste wereldkampioenschappen schermen werden gehouden in Boedapest, Hongarije van 13 tot 23 juni 1991. De organisatie lag in de handen van de FIE.

## Resultaten

### Mannen
| Discipline         | Goud                                                                             | Goud | Zilver                                                                                | Zilver | Brons                                                                    | Brons   |
| ------------------ | -------------------------------------------------------------------------------- | ---- | ------------------------------------------------------------------------------------- | ------ | ------------------------------------------------------------------------ | ------- |
| Floret individueel | Ingo Weißenborn                                                                  | GER  | Thorsten Weidner                                                                      | GER    | Laurent Bel Youssef Hocine                                               | FRA     |
| Degen individueel  | Andrej Sjoevalov                                                                 | URS  | Robert Felisiak                                                                       | GER    | Sergeï Kostarev Iván Kovács                                              | URS HUN |
| Sabel individueel  | Grigori Kirijenko                                                                | URS  | Peter Abay                                                                            | HUN    | György Nébald Vadim Goettsajt                                            | HUN URS |
| Floret ploegen     | Guillermo Betancourt Tulio Díaz Oscar García Elvis Gregory Rolando Tucker        | CUB  | Ingo Weißenborn Thorsten Weidner Udo Wagner Ulrich Schreck                            | GER    | Laurent Bel Youssef Hocine Philippe Omnès Patrice Lhotellier             | FRA     |
| Degen ploegen      | Kaido Kaaberma Pavel Kolobkov Sergey Kostarev Sergej Kravtsjoek Andrej Sjoevalov | URS  | Éric Srecki Robert Leroux Olivier Lenglet Hervé Faget                                 | FRA    | Robert Felisiak Mariusz Strzałka Arnd Schmitt Elmar Borrmann             | GER     |
| Sabel ploegen      | Péter Abay Csaba Köves György Nébald Imre Bujdosó Bence Szabó                    | HUN  | Grigori Kirijenko Vadim Goettsajt Aleksandr Sjirsjov Sergej Bogoslovski Andrej Alsjan | URS    | Felix Becker Jacek Huchwajda Jürgen Nolte Jörg Kempenich Frank Bleckmann | GER     |

### Vrouwen
| Discipline         | Goud                                                                                       | Goud | Zilver                                                                          | Zilver | Brons                                                                                    | Brons   |
| ------------------ | ------------------------------------------------------------------------------------------ | ---- | ------------------------------------------------------------------------------- | ------ | ---------------------------------------------------------------------------------------- | ------- |
| Floret individueel | Giovanna Trillini                                                                          | ITA  | Claudia Grigorescu                                                              | ROU    | Sabine Bau Tatyana Sadovskaya                                                            | GER URS |
| Degen individueel  | Mariana Horváth                                                                            | HUN  | Eva-Maria Ittner                                                                | GER    | Oksana Jermakova Marina Varkonyi                                                         | URS HUN |
| Floret ploegen     | Diana Bianchedi Francesca Bortolozzi Giovanna Trillini Dorina Vaccaroni Margherita Zalaffi | ITA  | Tatyana Sadovskaya Olga Velichko Yelena Glikina Olga Sidorova Tatyana Napalkova | URS    | Sabine Bau Zita-Eva Funkenhauser Rozalia Husti Anja Fichtel                              | GER     |
| Degen ploegen      | Mariana Horváth Marina Várkonyi Zsuzsanna Szőcs Adrienne Hormay Gyöngyi Szalay             | HUN  | Marie Hauterville Brigitte Benon Valérie Devaux Valérie Barlois Florence Topin  | FRA    | Oksana Jermakova Marija Mazina Viktoria Titova Jelcate Lebedeva-Gorskai Joelija Garajeva | URS     |

## Medaillespiegel
| Plaats | Land        | Goud | Zilver | Brons | Totaal |
| 1      | Sovjet-Unie | 3    | 2      | 5     | 10     |
| 2      | Hongarije   | 3    | 1      | 3     | 7      |
| 3      | Italië      | 2    | 0      | 0     | 2      |
| 4      | Duitsland   | 1    | 4      | 4     | 9      |
| 5      | Cuba        | 1    | 0      | 0     | 1      |
| 6      | Frankrijk   | 0    | 2      | 3     | 5      |
| 7      | Roemenië    | 0    | 1      | 0     | 1      |
| Totaal | Totaal      | 10   | 10     | 15    | 35     |

1937 · 1938 · 1947 · 1948 · 1949 · 1950 · 1951 · 1952 · 1953 · 1954 · 1955 · 1956 · 1957 · 1958 · 1959 · 1961 · 1962 · 1963 · 1965 · 1966 · 1967 · 1969 · 1970 · 1971 · 1973 · 1974 · 1975 · 1977 · 1978 · 1979 · 1981 · 1982 · 1983 · 1985 · 1986 · 1987 · 1988 · 1989 · 1990 · 1991 · 1992 · 1993 · 1994 · 1995 · 1997 · 1998 · 1999 · 2000 · 2001 · 2002 · 2003 · 2004 · 2005 · 2006 · 2007 · 2008 · 2009 · 2010 · 2011 · 2012 · 2013 · 2014 · 2015 · 2016 · 2017 · 2018 · 2019 · 2022 · 2023